# Pierderile Uniunii Sovietice în cel de-al Doilea Război Mondial

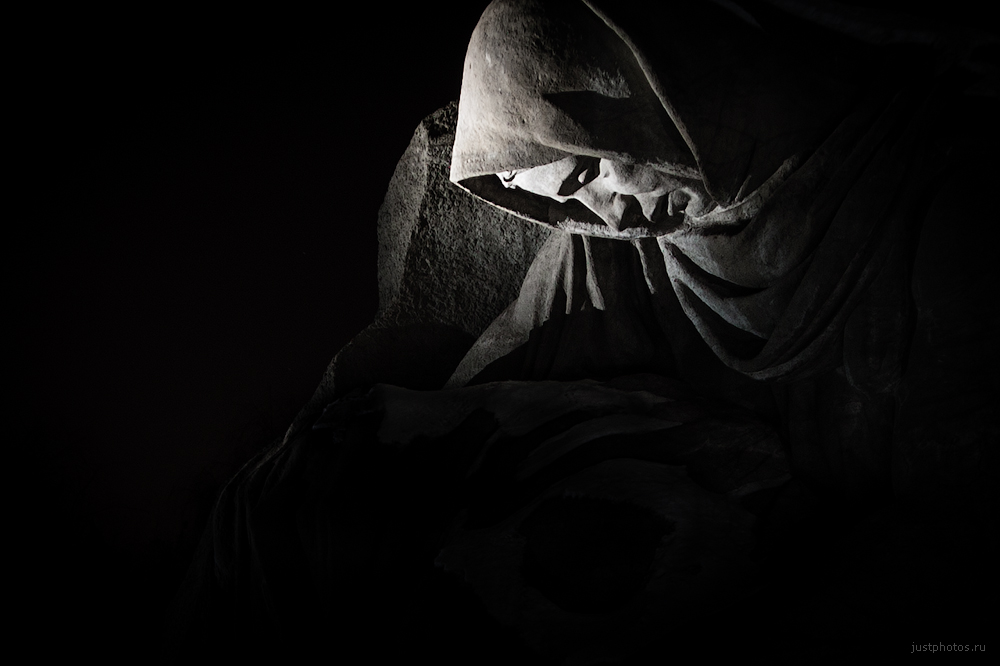
........

Pierderile Uniunii Sovietice în cel de-al Doilea Război Mondial sunt de obicei estimate ca fiind peste 20 milioane, atât civili cât și militari, deși statisticile dau cifre diferite. Cele mai multe dintre pierderi au avut loc la 22 iunie 1941, când Germania Nazistă a invadat URSS.

## Estimări

### Pierderi militare
| Pierderile militare ale Uniunii Sovietice în Al Doilea Război Mondial 1939-1945 | Pierderile militare ale Uniunii Sovietice în Al Doilea Război Mondial 1939-1945 | Pierderile militare ale Uniunii Sovietice în Al Doilea Război Mondial 1939-1945 |
|                                                                                 | Morți și dispăruți                                                              | Răniți și supraviețuitori                                                       |
| ------------------------------------------------------------------------------- | ------------------------------------------------------------------------------- | ------------------------------------------------------------------------------- |
| Bătălia de la Khalkhin Gol 1939                                                 | 9,703                                                                           | 15,952                                                                          |
| Invazia Poloniei 1939                                                           | 1,475                                                                           | 2,383                                                                           |
| Războiul de Iarnă 1939-1940                                                     | 126,875                                                                         | 264,908                                                                         |
| Marele Război pentru Apărarea Patriei 1941-1945                                 | 8,668,400                                                                       | 14,685,593                                                                      |
| Total                                                                           | 8,806,453                                                                       | 14,968,836                                                                      |

| Militari morți și dispăruți (1941–45)                                      | Militari morți și dispăruți (1941–45) |
| -------------------------------------------------------------------------- | ------------------------------------- |
| Căzuți în luptă sau morți din cauza rănilor                                | 6,329,600                             |
| Morți din alte motive: accidente, îmbolnăviri, ect.)                       | 555,500                               |
| Subtotal căzuți în luptă, morți din cauza rănilor și morți din alte motive | 6,885,100                             |
| Dispăruți în luptă și prizonieri de război                                 | 4,559,000                             |
| Pierderi totale în timpul războiului                                       | 11,444,100                            |
| Mai puțin: Supraviețuitori lipsă                                           | (939,700)                             |
| Mai puțin: prizonieri de război întorși în URSS                            | (1,836,000)                           |
| Total pierderi nerecuperabile                                              | 8,668,400                             |

| Pierderile militare sovietice după naționalitate (1941–45) | Pierderile militare sovietice după naționalitate (1941–45) | Pierderile militare sovietice după naționalitate (1941–45) |
|                                                            | Morți                                                      | Procentaj                                                  |
| ---------------------------------------------------------- | ---------------------------------------------------------- | ---------------------------------------------------------- |
| Ruși                                                       | 5,756,000                                                  | 66.402%                                                    |
| Ucrainieni                                                 | 1,377,400                                                  | 15.890%                                                    |
| Belaruși                                                   | 252,900                                                    | 2.917%                                                     |
| Tătari                                                     | 187,700                                                    | 2.165%                                                     |
| Evrei                                                      | 142,500                                                    | 1.644%                                                     |
| Cazaci                                                     | 125,500                                                    | 1.448%                                                     |
| Uzbeci                                                     | 117,900                                                    | 1.360%                                                     |
| Armeni                                                     | 83,700                                                     | 0.966%                                                     |
| Georgieni                                                  | 79,500                                                     | 0.917%                                                     |
| Alții                                                      | 545,300                                                    | 6.291%                                                     |

### Pierderi civile
| Civili sovietici morți în război (1941–45)                   | Civili sovietici morți în război (1941–45) |
| ------------------------------------------------------------ | ------------------------------------------ |
| Morți cauzate de acțiuni directe, intenționate de violență   | 7,420,379                                  |
| Morți din cauza muncii forțate în Germania                   | 2,164,313                                  |
| Morți din cauza bolilor și dezastrelor din regiunile ocupate | 4,100,000                                  |
| Total                                                        | 13,684,692                                 |

### Pierderi totale
| Pierderi totale sovietice după balanța demografică (1941–45)                                           | Pierderi totale sovietice după balanța demografică (1941–45) |
| --- | ------------------------------------------------------------ |
| Populația în iunie 1941                                                                                | 196,700,000                                                  |
| Populația la sfârșitul anului 1945                                                                     | 170,500,000                                                  |
| Născuți înainte de 1941 și în viață la sfârșitul anului 1945                                           | 159,500,000                                                  |
| Pierderi totale de populație născută înainte de periaoda războiului                                    | 37,200,000                                                   |
| Adăugat Mortalitate infantilă în creștere pe timp de război                                            | 1,300,000                                                    |
| Mai puțin: decese naturale la nivelul anului 1940 (nu include Mortalitatea infantilă de 4. 2 milioane) | (11,900,000)                                                 |
| Pierderi totale totale (în plus față de nivelul de dinainte de război)                                 | 26,600,000                                                   |

*37.200.000 + 1.300.000 - 11.900.000 = 26,6 milioane total morți sau lipsă